# Muraminsäure
Muraminsäure (Trivialname, kurz: Mur) ist eine chemische Verbindung aus der Gruppe der Aminozuckersäuren, die in Peptidoglycanen in N-acylierter Form vorkommt. Chemisch gesehen ist die Muraminsäure ein Milchsäureether des Glucosamins. Die Milchsäure-Untereinheit dient dabei als Verknüpfungsstelle der Glykane zum Peptid (Amidbindung). Gefunden werden Muraminsäurehaltige Peptidoglycane vor allem in den Zellwänden von bakteriellen Endosporen.

## Stereochemie
Nach der Konfiguration am anomeren Zentrum werden zwei Diastereomere der Muraminsäure unterschieden: Die α-Muraminsäure und die β-Muraminsäure. Während die α-Muraminsäure kommerziell erhältlich ist, ist unklar, ob die β-Muraminsäure stabil ist.

## Gewinnung und Darstellung
Muraminsäure kann aus dem mit Aceton und mit Benzoylchlorid geschütztem Glucosamin-Derivat 1 hergestellt werden. Dieses wird mit Natriumhydrid in THF an der freien Hydroxygruppe deprotoniert und mit dem Ethylester racemischer 2-Brompropionsäure reagieren lassen. Das bei dieser nukleophilen Substitution entstandene Zwischenprodukt 2 wird mit Natriumhydroxid in wässrigem Ethanol verseift und durch Einstellen des pH-Wertes mit Salzsäure die freie Säure 3 erzeugt. Durch 4-stündiges Kochen in Salzsäure werden dann die beiden Schutzgruppen abgespalten und der Ring erweitert. Die Pyranose 4 muss allerdings noch in die verschiedenen Diastereomere aufgetrennt werden. Gigg et al. konnten eine Trennung erreichen, indem sie die unterschiedliche Löslichkeit in Benzol ausnutzten. Das in der Propionsäure-Einheit S-konfigurierte Derivat (nicht die Muraminsäure) ist in Benzol schlecht löslich.

## Eigenschaften
Muraminsäure lässt sich mit den Standardbedingung (Essigsäureanhydrid und Pyridin) nicht in die N-acetylierte Form überführen, weil stattdessen das bicyclische "Muramolactam" entsteht. Wird N-Acetylmuraminsäure benötigt, kann aber nach der Autorin Patricia M. Carroll das Reagenz N-Acetoxyphthalimid verwendet werden, welches dazu geeignet ist, die Muraminsäure selektiv am Amin zu acetylieren.

## Nachweis
Bei der dünnschichtchromatographischen Analyse kann Ninhydrin zum Anfärben der DC-Platte verwendet werden, um die Muraminsäure sichtbar zu machen.